# Lochmorhynchus griseus
Lochmorhynchus griseus is een vliegensoort uit de familie van de roofvliegen (Asilidae). De wetenschappelijke naam van de soort is voor het eerst geldig gepubliceerd in 1831 door Guérin-Méneville.